# 顺德演艺中心
顺德演艺中心（英語：Shunde Performing Art Center），是广东省佛山市顺德区的一座演出场馆，位于大良街道德胜文化广场东侧，建筑面积约3.2万平方米，由大剧院、音乐厅和附楼三部分组成，2004年动工建设，2005年10月竣工，投资约2.56亿元。

## 设施
该场馆由巴马丹拿集团（P&T Group）设计，其设计理念融合顺德当地的水乡特色，曾入选2005年香港建築師學會年獎。
- 大剧院：建筑高度36米，外观为船型，墙体外围覆盖上面积达5000多平方米的方形玻璃外罩，象征“航行的玻璃船”，与周边人工湖景观呼应。内设1513个席位，可举办音乐会、歌剧、舞台剧、戏曲等综合性演艺活动。
- 音乐厅：外观为鹅蛋型，内设561个席位，可举行各种中小型专场音乐会、演讲等活动。
- 附楼：包含排练厅、会议室等多功能空间。